# Česká rozvojová agentura
Česká rozvojová agentura (ČRA, CzechAid) je česká vládní agentura, která plní úkoly v oblasti zahraniční rozvojové spolupráce (ZRS). Především má na starosti přípravu a monitoring projektů dvoustranné ZRS ČR a distribuci prostředků na ně určených. Zajišťuje také podporu projektů během jejich realizace. ČRA byla založena roku 2008 jako implementační agentura Ministerstva zahraničních věcí ČR. V současné době řeší ČRA rozvojové projekty v 6 prioritních zemích (Bosna a Hercegovina, Etiopie, Gruzie, Kambodža, Moldavsko, Zambie), dále v některých specifických zemích a phase-out státech. ČRA sídlí v Praze na Malé Straně v Nerudově ulici 257/3, v budově Ústavu mezinárodních vztahů. ZRS je jednou z forem mezinárodní pomoci, kterou Česká republika poskytuje pod společnou značkou „Česká republika pomáhá“.

## Hlavní oblasti činnosti
Hlavním cílem činnosti České rozvojové agentury je snížení chudoby, zlepšení kvality života a podpora udržitelného rozvoje. ČRA směřuje k naplnění tzv. Cílů udržitelného rozvoje. Projekty se soustředí na 11 hlavních sektorů:
- Zásobování vodou a sanitace
- Obecná ochrana životního prostředí
- Zemědělství, lesnictví a rybolov
- Prevence katastrof a připravenost na jejich řešení
- Ostatní sociální infrastruktura a služby
- Státní správa a občanská společnost
- Vzdělávání
- Zdravotnictví
- Výroba a dodávky energie
- Obchod a další služby
- Průmysl, těžba surovin a stavebnictví.

Zvláštní aktivitou pak byl program Vysílání expertů, jehož cílem je poskytnout rozvojovým zemím know-how, které Česká republika získala v období ekonomické transformace. Program Vysílání expertů byl spuštěn 1. 1. 2015 a byl úspěšně pilotován ve 3 zemích, které procházejí obdobnou zkušeností – Gruzie, Moldavsko a Srbsko. V následujících letech byl program realizován i v dalších zemích zahraniční rozvojové spolupráce. Od ledna 2020 je program převeden z ČRA na Ministerstvo zahraničních věcí - Odbor rozvojové spolupráce.

## Partnerské země
V roce 2020 ČRA působí převážně ve 6 prioritních partnerských zemích, které byly určeny v Strategii zahraniční rozvojové spolupráce na období 2018-2030. Od roku 2014 ČRA poskytuje mimořádnou pomoc Ukrajině. Další specifickou zemí, která získává pomoc skrze zahraniční rozvojovou spolupráci, je Palestina. Mimo tyto země je Česká rozvojová agentura aktivní v zemích, které jsou buď phase-out (země, kde se dokončují projekty z předchozích let), nebo kde se uskutečňují horizontální programy ČRA.
Mezi prioritní partnerské země pro ZRS ČR patří:
- Bosna a Hercegovina
- Etiopie
- Gruzie
- Kambodža
- Moldavsko
- Zambie

Mezi specifické země pro ZRS ČR patří:
- Ukrajina
- Palestina[8]

## Jak ČRA pracuje
Hlavní náplní činnosti je příprava a realizace dvoustranných (bilaterálních) projektů mezi Českou republikou a partnerskými zeměmi.  Na realizaci těchto projektů spolupracuje jak s Ministerstvem zahraničních věcí ČR a zastupitelskými úřady ČR v jednotlivých zemích, tak s partnery z řad neziskového sektoru, soukromého sektoru i akademické obce.

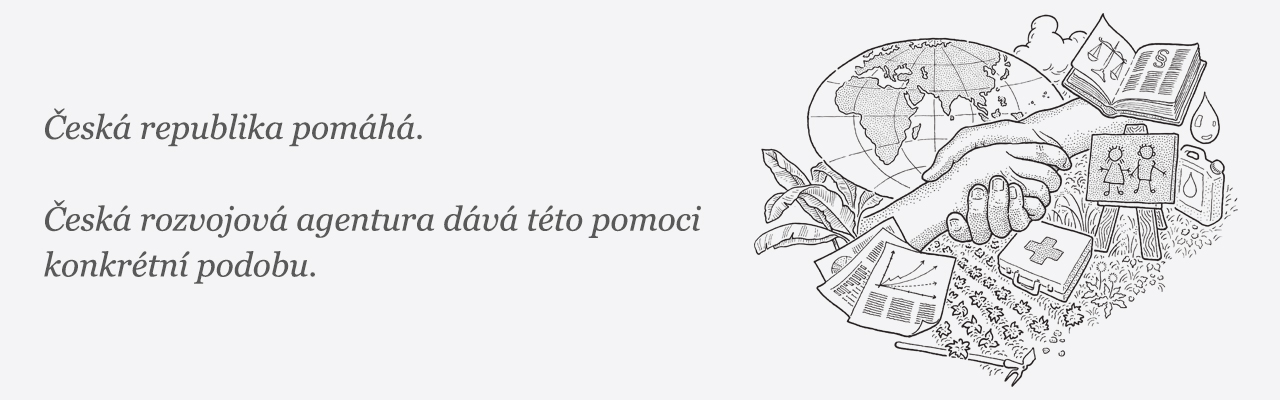

Pracovníci ČRA kontinuálně provádějí jak formulaci nových projektových výzev na základě potřeb v partnerských zemích, tak také evaluaci probíhajících projektů. Partneři ČRA se mohou přihlásit do výběrového řízení na některou z veřejných zakázek, které ČRA v rámci svých projektů vypisuje, nebo se mohou v dotačním řízení ucházet o dotaci. ČRA také spolupracuje s obdobnými vládními agenturami jiných států a s dalšími institucemi, které se zabývají mezinárodní rozvojovou spoluprací (např. OSN).
ČRA se také podílí na informačních, vzdělávacích a osvětových aktivitách a jedním z cílů její činnosti je informovat českou veřejnost o tom, jak Česká republika pomáhá v zahraničí. 

## Organizační struktura a zaměstnanci
Organizační struktura ČRA se dělí na 3 odborná oddělení a kancelář ředitele.
Oddělení realizace projektů se zabývá projektovým řízením. Jeho práce se skládá z:
- Příprava podkladů pro vyhodnocení projektových námětů ZRS ČR;
- Hodnocení projektových návrhů, námětů a nabídek v rámci zadávacích a dotačních výběrových řízení;
- Příprava smluv s realizátory projektů;
- Sledování a průběžnou kontrolu realizace projektů;
- Komunikaci s příslušnými institucemi partnerských zemí a vzdělávacími institucemi, realizátory ZRS, neziskovým sektorem a soukromým sektorem;
- Implementace horizontálních dotačních programů v gesci ČRA a projektů delegované spolupráce EU.

Oddělení kontroly má na starosti:
- Veřejnosprávní kontrolu u příjemce dotací;
- Přípravu interních metodik a směrnic;
- Zajišťování řízení rizik;
- Koordinaci řízení rizik na ČRA s interním auditorem;
- Administraci zadávání veřejných zakázek ČRA;
- Externí právní služby.

Oddělení administrativy zajišťuje:
- Zejména vedení sekretariátu ČRA;
- Přípravu a správu rozpočtu a hospodaření ČRA;
- Finanční výkaznictví a systém administrace projektů;
- Logistický provoz ČRA včetně účetnictví;
- Externí audit účetní závěrky;
- Personální, pracovně-právní a mzdovou agendu;
- Komunikaci s veřejností a správu webových stránek ČRA.[9]

Kancelář ředitele
K 1. říjnu 2021 byl pověřen řízením České rozvojové agentury Michal Minčev.